# Hyliola
Hyliola is een geslacht van kikkers uit de familie boomkikkers (Hylidae). De groep werd voor het eerst wetenschappelijk beschreven door François Mocquard in 1899. De verschillende soorten behoorden eerder tot het geslacht Pseudacris.

## Verspreiding en habitat
Er zijn vier soorten die voorkomen in het westen van Noord-Amerika, van zuidelijk Canada en de Verenigde Staten tot noordelijk Mexico.

## Soorten
- Californische boomkikker (Hyliola cadaverina)
- Hyliola hypochondriaca
- Pacifische boomkikker (Hyliola regilla)
- Hyliola sierrae

Acris · 
Hyliola · 
Pseudacris